# Shenzhou 5
La Shenzhou 5 (in cinese semplificato: 神舟五号) è una missione del programma spaziale cinese. La prima missione cinese con equipaggio.

## Equipaggio
- Yang Liwei (1)

Tra parentesi il numero di voli spaziali completati da ogni membro dell'equipaggio, inclusa questa missione.

## Parametri della missione
- Massa: 7.790 kg
- Perigeo: 332 km
- Apogeo: 336 km
- Inclinazione: 42,4°
- Periodo: 1 ora, 31 minuti e 12 secondi